# Halticoptera poreia
Halticoptera poreia är en stekelart som först beskrevs av Walker 1848.  Halticoptera poreia ingår i släktet Halticoptera och familjen puppglanssteklar. Arten är reproducerande i Sverige. Inga underarter finns listade i Catalogue of Life.